# Fatubessi (Ort, Liurai)
Fatubessi (Fatubesi, Fatu-Besi) ist ein osttimoresisches Dorf im Suco Liurai (Verwaltungsamt Aileu, Gemeinde Aileu).

## Geographie und Einrichtungen
Das Dorf Fatubessi liegt im Südosten der Aldeia Fatubessi auf einer Meereshöhe zwischen 1500 m und 2000 m, Der Ort ist über eine Straße mit der Außenwelt verbunden. Über einen Umweg nach Norden kann man das etwa einen Kilometer entfernte östlich gelegene Dorf Hoholau erreichen. Weiter nördlich liegt das Dorf Rairema. Folgt man der Straße nach Süden, kommt man zum Dorf Urhua (Suco Fatubossa).
In Fatubessi befinden sich eine Grundschule und das Haus des Chefe de Aldeia.